# Усі старі ножі
Усі старі ножі (англ. All the Old Knives) — американський шпигунський трилер 2022 року режисера Януса Меца Педерсена за сценарієм Олена Штайнгауера. 
Він оснований на однойменному романі Штайнгауера 2015 року. У фільмі зіграли Кріс Пайн, Тенді Ньютон, Лоуренс Фішберн, Джонатан Прайс і Девід Доусон.
«Старі ножі» випустила Amazon Studios в кінотеатрах в Сполучених Штатах і в цифровому вигляді через Amazon Prime Video 8 квітня 2022 року.

## Сюжет
Два агенти ЦРУ і колишні коханці (Кріс Пайн і Тенді Ньютон) зустрічаються знову через кілька років після рятувальної операції, що провалилася, і змушені стерти кордони між боргом і пристрастю в цій захопливій історії про глобальне шпигунство, моральну дилему і смертельну зраду.

## Актори та ролі
| Актор             | Роль                   |
| ----------------- | ---------------------- |
| Кріс Пайн         | Henry Pelham           |
| Тенді Ньютон      | Celia Harrison-Favreau |
| Лоренс Фішберн    | Vick Wallinger         |
| Джонатан Прайс    | Bill Compton           |
| Ахд Хассан Камель | Leila Maroof           |
| Абдул Альшаріф    | Suleiman Abdulwahed    |
| Джонджо О'нілл    | Ernst Pul              |
| Девід Доусон      | Owen Lassiter          |
| Корі Джонсон      | Karl Stein             |
| Нассер Мемарзія   | Mohammed Dudayev       |
| Орлі Шука         | Ilyas Shishani         |

## Виробництво
Про початок роботи над фільмом стало відомо у травні 2017 року. Кріс Пайн та Мішель Вільямс вели переговори про участь у фільмі, а Джеймс Марш мав стати його режисером.
У вересні 2020 року Мішель Вільямс та Деймс Марш покинули проєкт. Тендіве Ньютон прийшла на зміну Вільямс, а Янус Метс зайняв режисерське крісло. У листопаді 2020 року до акторського складу фільму приєдналися Джонатан Прайс та Лоренс Фішберн.
Знімання розпочали у грудні 2020 року у Лондоні, а березні воно відбулося у Каліфорнії. Режисер Янус Метс повідомив, що основне знімання завершили в середині березня 2021.